# Acetat de mentil
|  | No s'ha de confondre amb Acetat de metil. |

L'acetat de mentil és un monoterpè d'origen natural, químicament derivat del mentol. L'acetat de mentil constitueix un 3-5% de l'oli essencial de la menta pebrera i contribueix a la seva olor i sabor.